# Hornisgrinde
De Hornisgrinde is een berg in Nationaal Park Schwarzwald in de deelstaat Baden-Württemberg, Duitsland. De berg heeft een hoogte van 1.163 meter en is gelegen in het Zwarte Woud.

Hornisgrinde
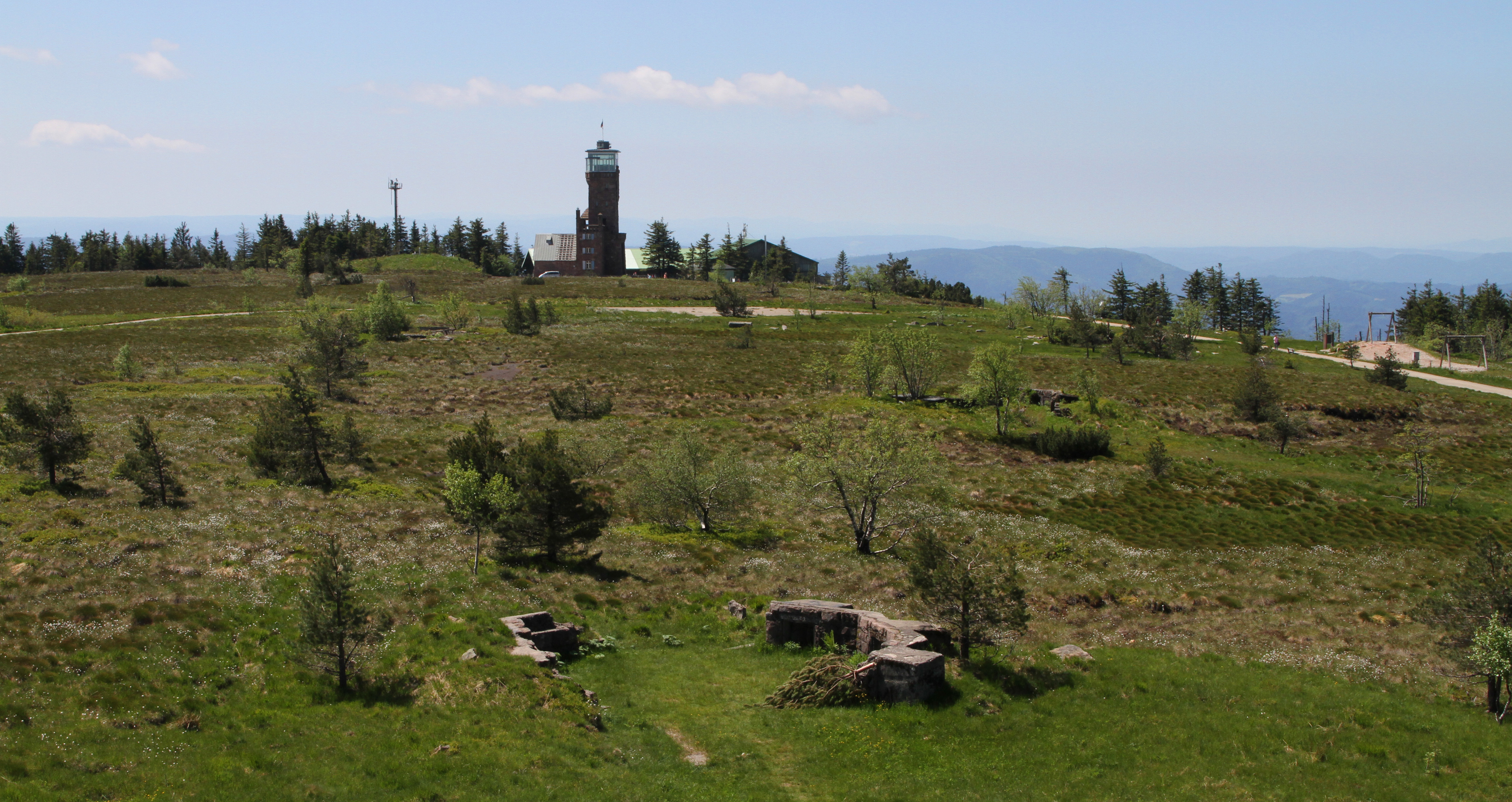
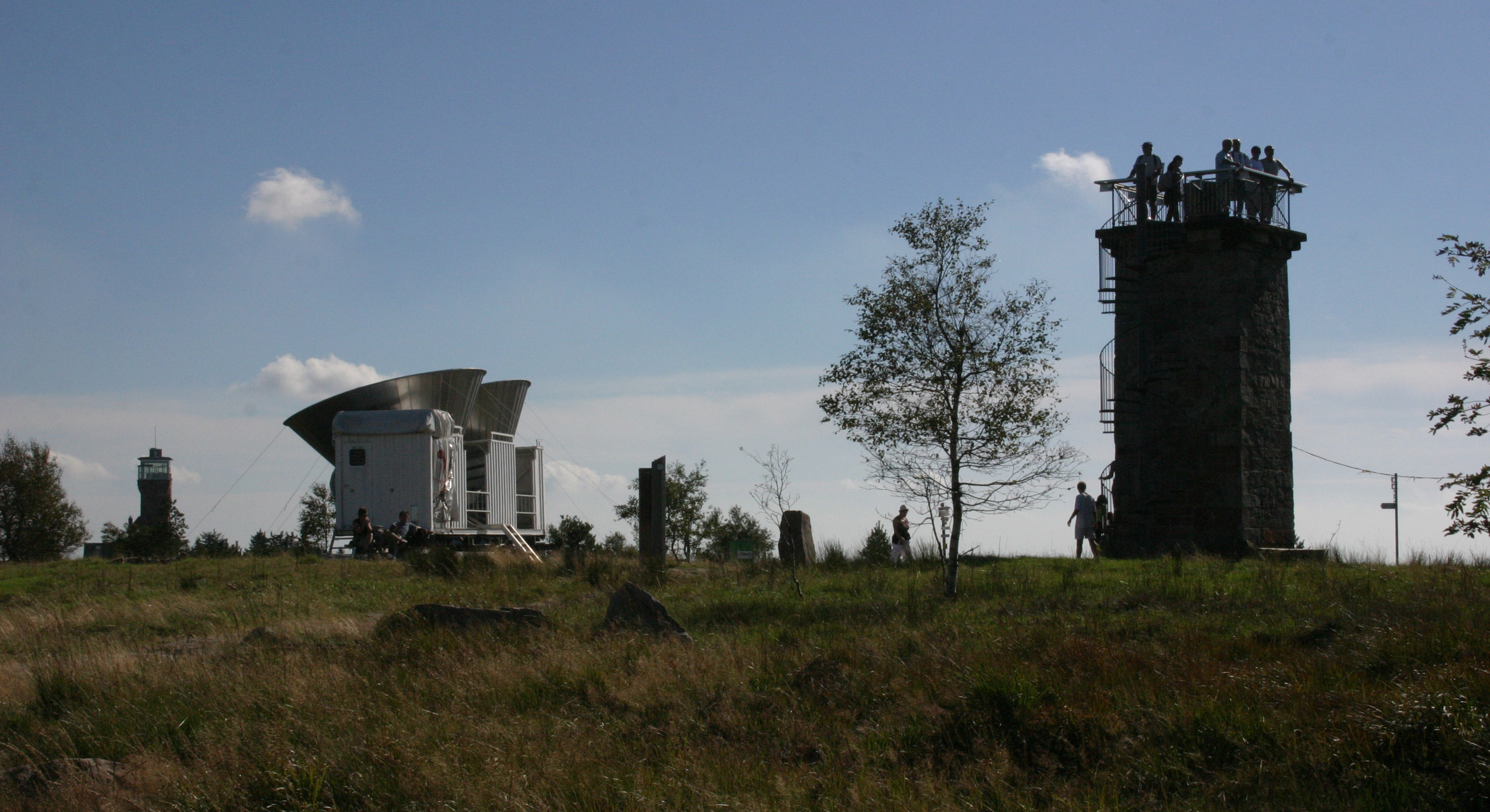
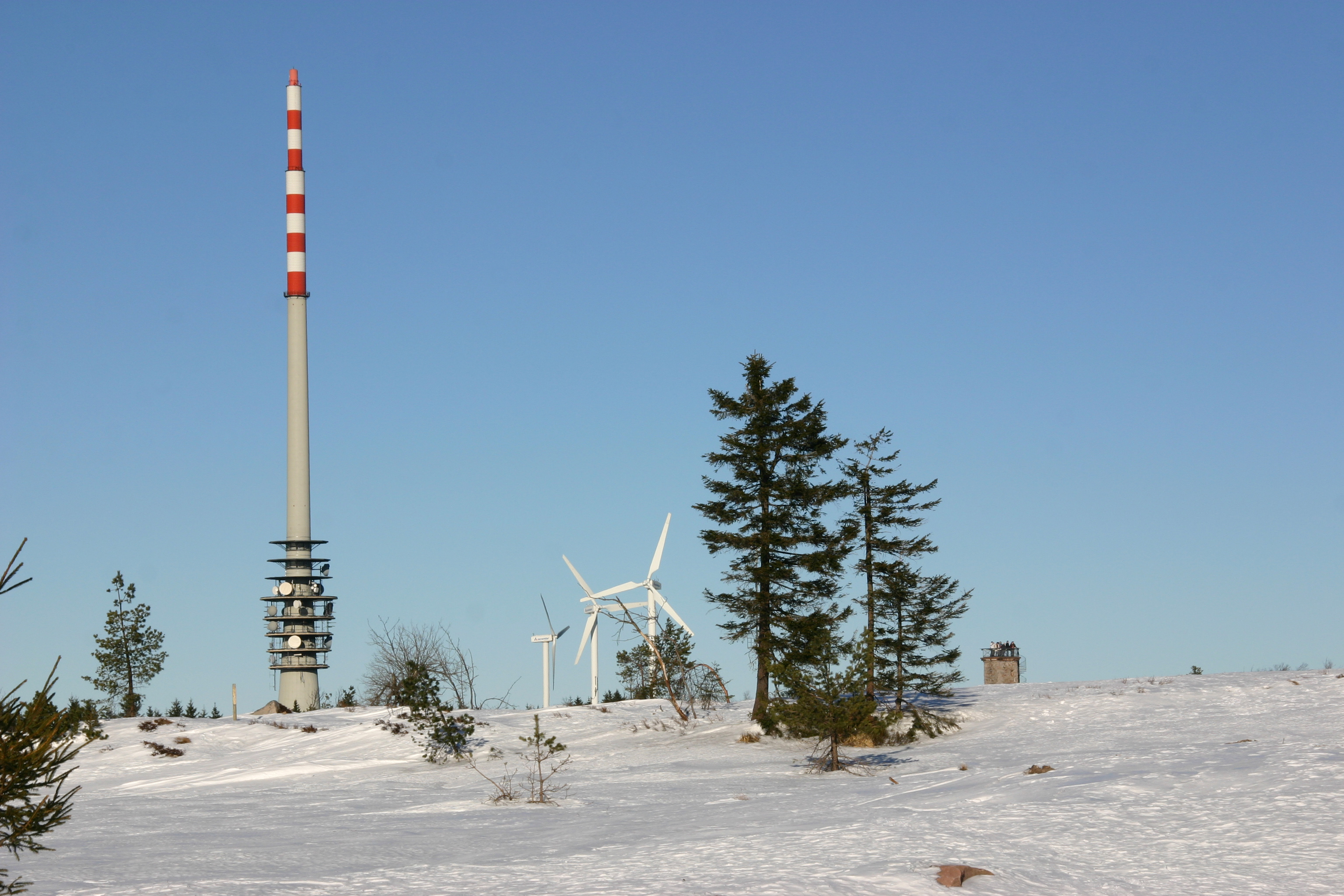
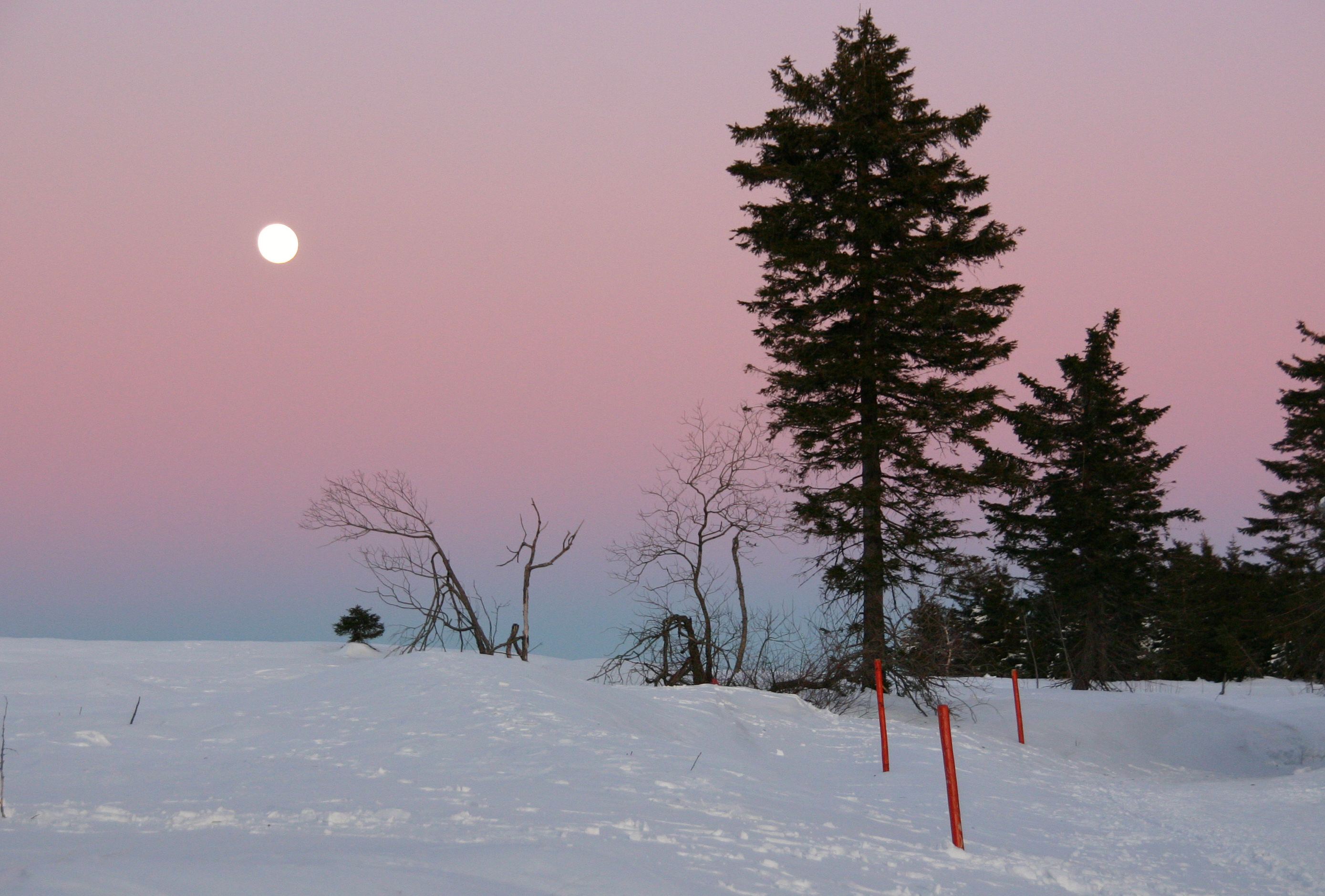
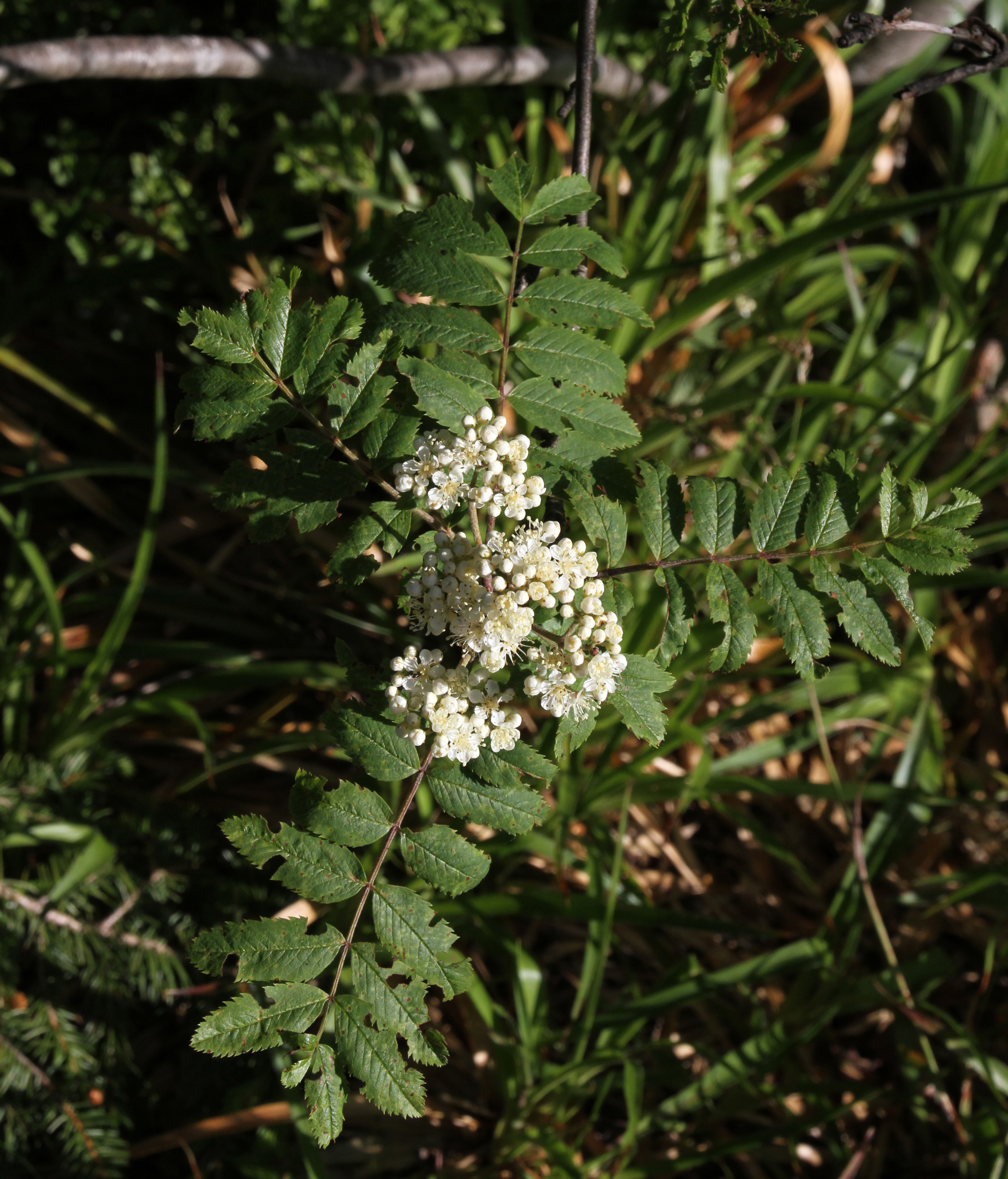
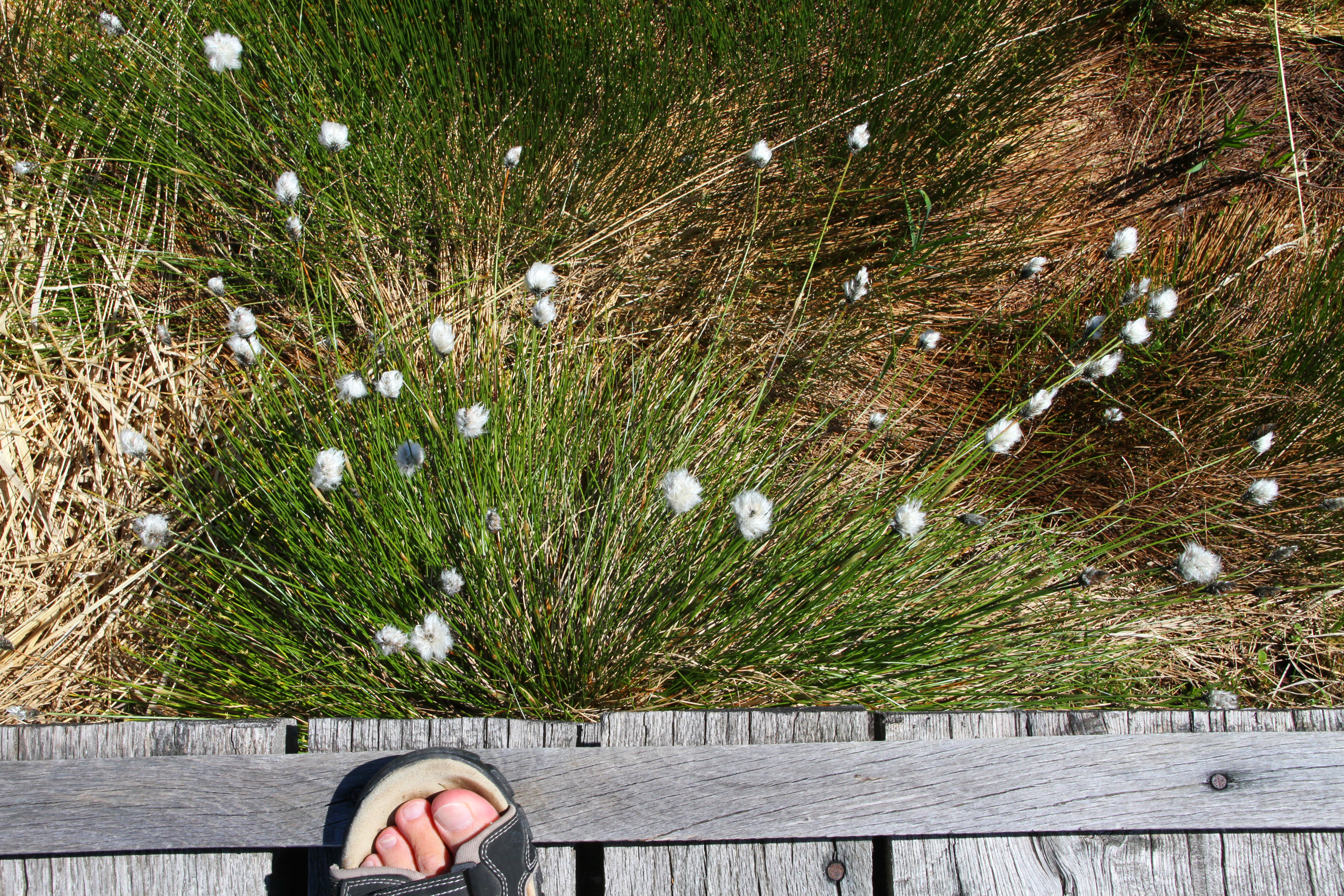
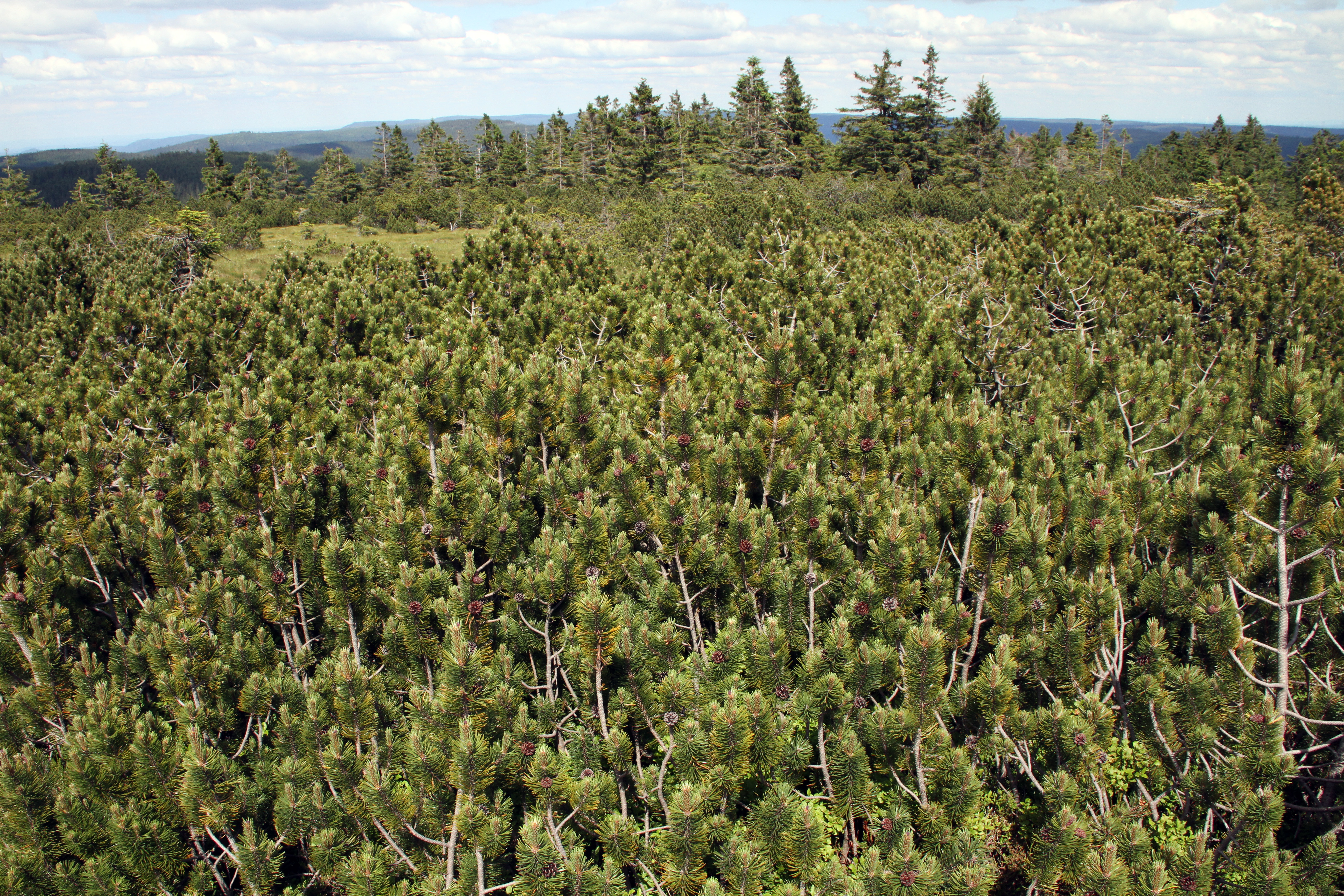
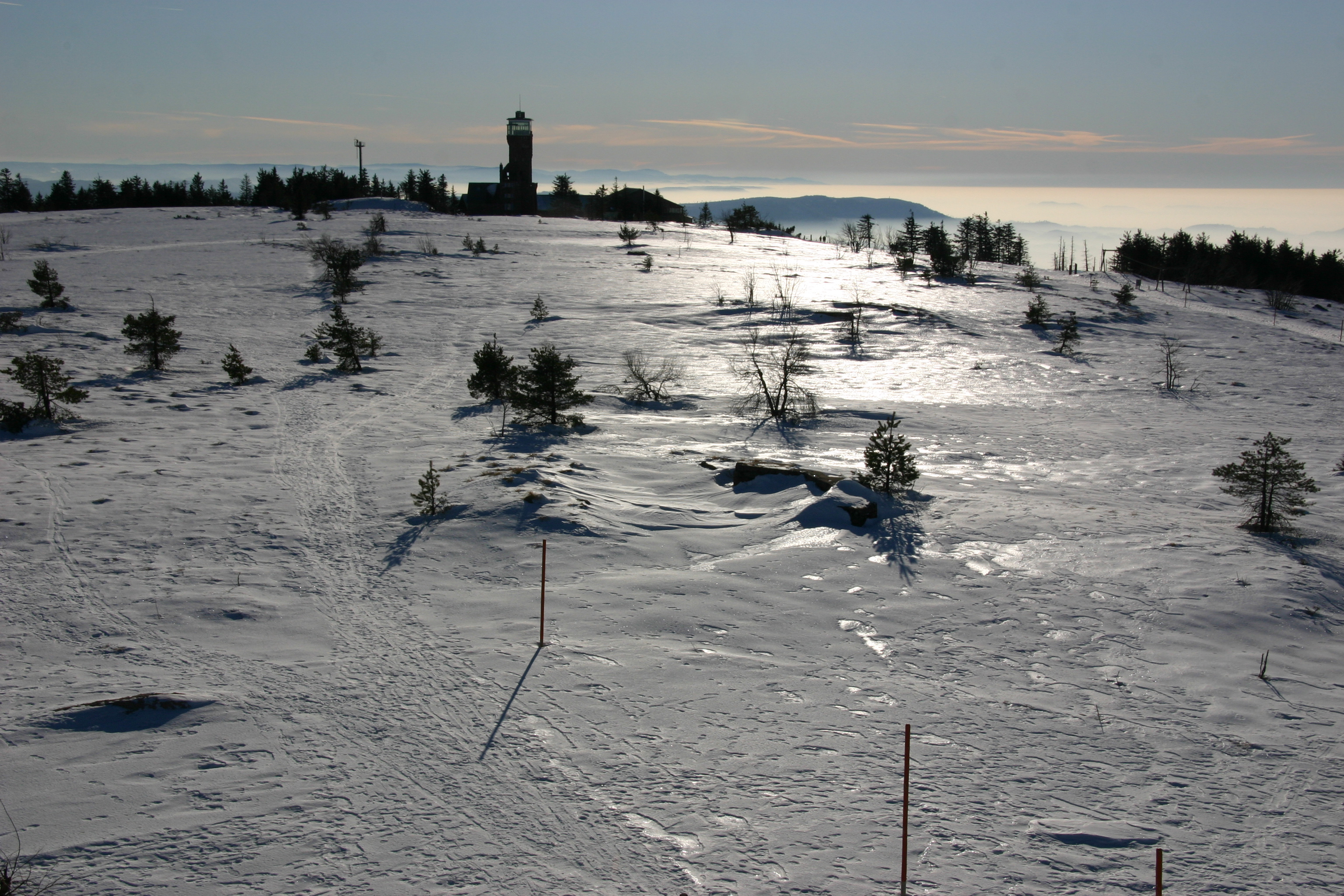
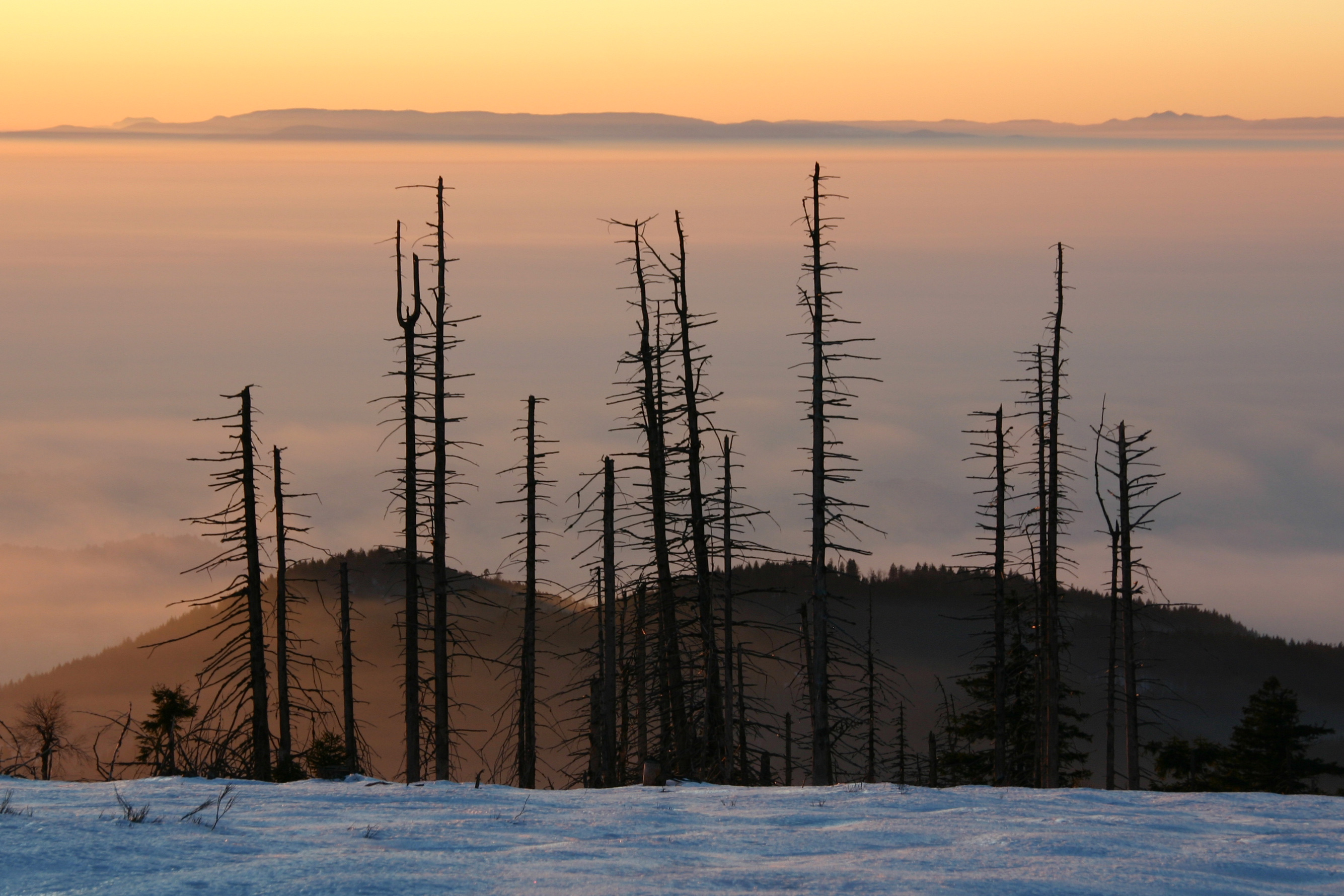
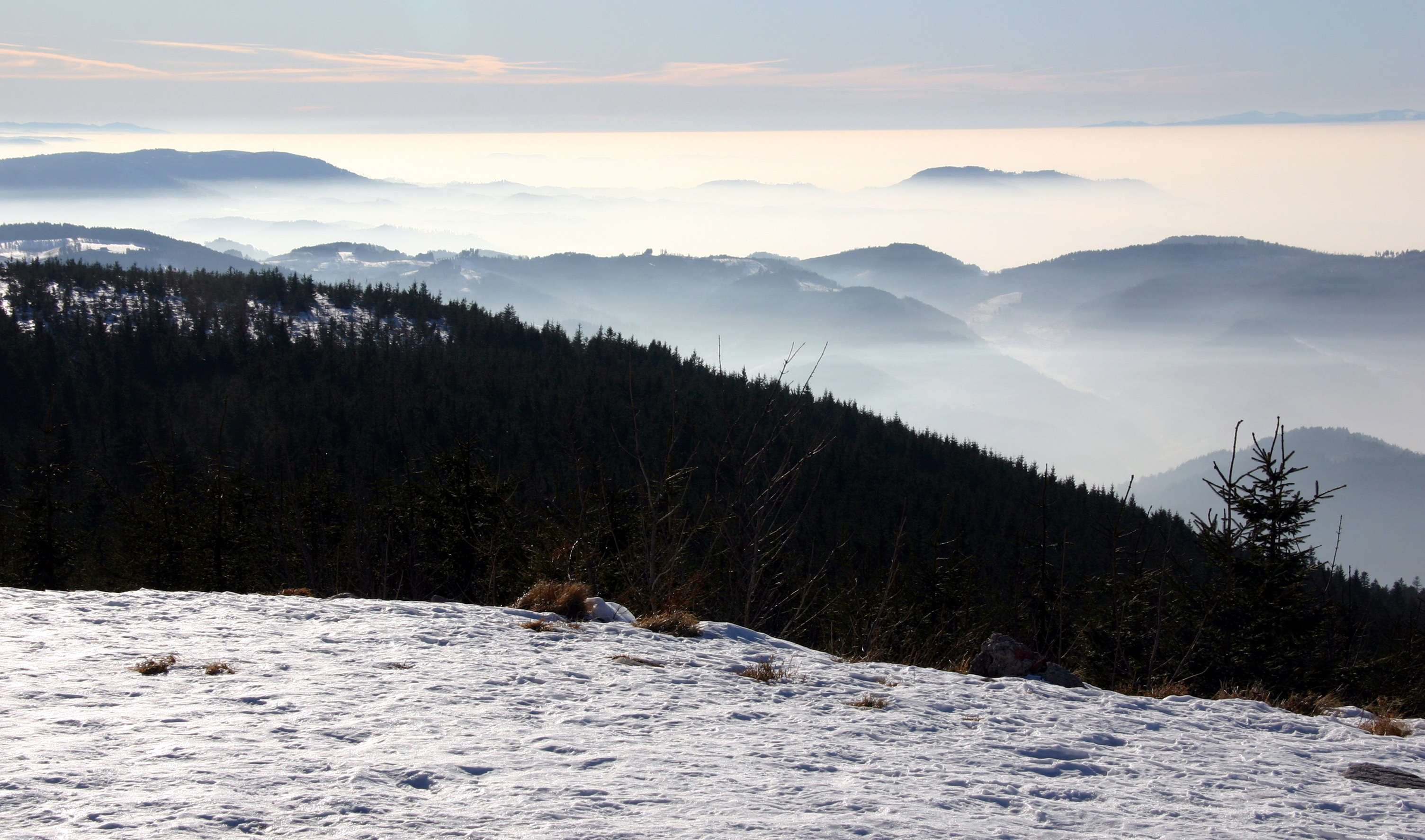